# Haplosyllis aberrans
Haplosyllis aberrans är en ringmaskart som först beskrevs av Fauvel 1939.  Haplosyllis aberrans ingår i släktet Haplosyllis och familjen Syllidae. Inga underarter finns listade i Catalogue of Life.